# Атра
А́тра (ест. Atra küla) — село в Естонії, у волості Елва повіту Тартумаа.

## Населення
Чисельність населення на 31 грудня 2011 року становила 47 осіб.

## Географія
На північ від населеного пункту проходить автошлях 71 (Ринґу — Отепяе — Канепі).

## Історія
До 24 жовтня 2017 року село входило до складу волості Палупера повіту Валґамаа.